# Уанкавеліка (регіон)
Уанкавеліка (ісп. Huancavelica) — регіон в центральній частині Перу. Площа становить 22 131,47 км². Населення — 454 797 людини (2007). Адміністративний центр — місто Уанкавеліка. Межує з регіонами Іка і Ліма (на заході), Хунін (на півночі), Аякучо (на сході). Основні річки включають: Мантаро, Пампас, Уарпа, Уанкавеліка і Чунчанфа.

## Адміністративний поділ
В адміністративному відношенні ділиться на 7 провінцій і 94 району. Провінції включають:

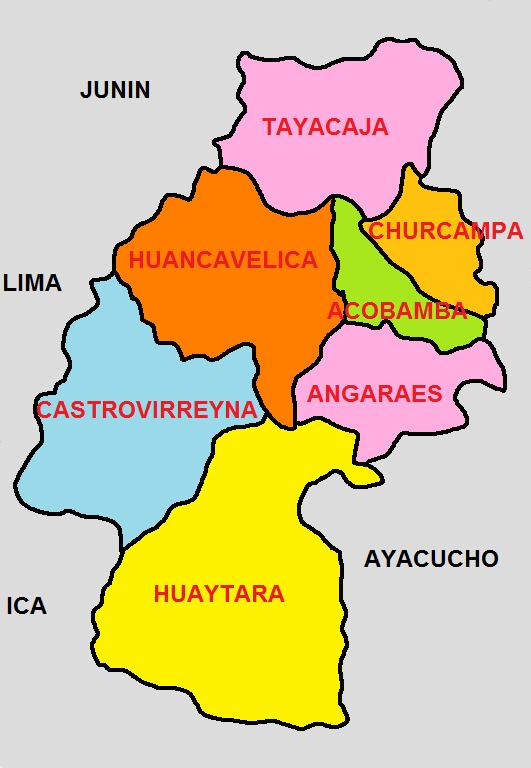
Провінції регіону Уанкавеліка.

| № | Провінція                       | Адміністративний центр          |
| - | ------------------------------- | ------------------------------- |
| 1 | Акобамба (Acobamba)             | Акобамба (Acobamba)             |
| 2 | Ангараес (Angaraes)             | Ліркай (Lircay)                 |
| 3 | Кастровіррейна (Castrovirreyna) | Кастровіррейна (Castrovirreyna) |
| 4 | Чуркампа (Churcampa)            | Чуркампа (Churcampa)            |
| 5 | Уанкавеліка (Huancavelica)      | Уанкавеліка (Huancavelica)      |
| 6 | Уайтара (Huaytará)              | Уайтара (Huaytará)              |
| 7 | Таякаха (Tayacaja)              | Пампас (Pampas)                 |